# 针对男性的暴力行为
针对男性的暴力行为泛指针对男性所犯下的暴力行为。男性作为暴力的受害者以及施暴者的事件频频发生。对男性的性暴力在任何社会都以不同的方式处理，而且国际法也未必承认这样的行为作为一种罪行。